# 拉内 (奥德省)
拉内（法語：Lanet）是法国奥德省的一个市镇，属于卡尔卡松区（Carcassonne）穆图梅县（Mouthoumet）。该市镇2009年时的人口为50人。

## 人口
拉内人口变化图示
| 数据来源：INSEE |